# بخش مرکزی شهرستان آستارا
بخش مرکزی شهرستان آستارا یکی از بخش‌های تابعه شهرستان آستارا در استان گیلان در شمال ایران است.

## تقسیمات کشوری
شهر: آستارا
- بخش مرکزی شهرستان آستارا
  - دهستان حیران
  - دهستان ویرمونی
- بخش لوندویل
  - دهستان چلوند
  - دهستان لوندویل

## جمعیت
بنابر سرشماری مرکز آمار ایران، جمعیت بخش مرکزی شهرستان آستارا در سال ۱۳۹۰ برابر با ۶۳۸۵۳ نفر بوده است.